# Yeezy (marca)
Yeezy (frequentemente estilizado como YZY ou YEEƵY) é uma marca de moda, gravadora e empresa de mídia fundada pelo rapper, designer e empresário estadunidense Kanye West em 6 de agosto de 2013. A marca tornou-se mais conhecida por sua linha de roupas, que começou a ser produzida em 2015, durante o desfile da Yeezy Season 2. Yeezy colaborou com marcas como Adidas e Gap. A parceria com a Adidas foi encerrada em outubro de 2022 após declarações antissemitas de West na rede social X (antigo Twitter). A colaboração com a Gap também foi encerrada, dessa vez por iniciativa de West, após um mês de discordâncias.

## História

### Yeezy Season
Yeezy Season (estilizado como YZY SZN) é uma linha de moda criada por Yeezy.
A Yeezy Season 1 foi uma colaboração com a Adidas, embora todas as roupas tenham sido produzidas independentemente, principalmente pela Los Angeles Apparel, com exceção dos calçados, fabricados pela Adidas.
A Yeezy Season 2 estreou na Semana de Moda de Nova York em 15 de setembro de 2015. Influenciada por vestuário de trabalho japonês, a coleção foi elogiada por suas silhuetas marcantes e casting diversificado.
A Yeezy Season 3 foi lançada no Madison Square Garden em 12 de fevereiro de 2016, junto com o álbum The Life of Pablo de Kanye West. O desfile teve diversos momentos virais, como a participação do rapper Lil Yachty como modelo.
A Yeezy Season 4 estreou no Franklin D. Roosevelt Four Freedoms Park, em Nova Iorque, sendo predominantemente uma coleção feminina, com aparições de Sofia Richie, Teyana Taylor e Chanel Iman.
A Yeezy Season 5 foi apresentada no Pier 59 durante a Semana de Moda de Nova Iorque. A coleção introduziu novas referências gráficas e roupas esportivas, marcando uma mudança em relação às silhuetas oversized e influências pós-apocalípticas das coleções anteriores. Peças com a marca "Calabasas" e um novo modelo de tênis chunky retrô foram destaques, além do logotipo das três listras da Adidas.
A Yeezy Season 6 não contou com desfile. Em vez disso, Kim Kardashian divulgou a coleção em 5 de dezembro de 2017 por meio de fotos nas redes sociais. A coleção incluía jaquetas, moletons, shorts, calças de moletom, sobretudos e outros itens.
A Yeezy Season 7 também usou Kim Kardashian como modelo principal, com destaque para uma paleta de cores neon.
A Yeezy Season 8 foi lançada em 2020 na Semana de Moda de Paris. A coleção apresentou roupas em tons neutros com texturas brutas, incluindo lã vinda da fazenda de Kanye West no Wyoming.
A Yeezy Season 9 estreou em 3 de outubro de 2022 na Semana de Moda de Paris e foi transmitida ao vivo no YouTube. A coleção contou com ponchos oversized, botas impressas em 3D e camisetas polêmicas com o Papa João Paulo II na frente e a frase "White Lives Matter" atrás, vestidas por modelos como Selah Marley. Naomi Campbell também desfilou, com trilha sonora de uma colaboração inédita entre Kanye e James Blake chamada "Always", dedicada ao falecido Virgil Abloh.
A YZY SZN X Casting Showcase (ou YZY FREE) foi apresentada às 22h do dia 1º de maio de 2023, em Los Angeles. Modelos masculinos e femininos, com cabeças raspadas, usavam camisetas brancas justas e meias-calças pretas. Em parte do desfile, eles se mantinham imóveis em torno de uma mesa com velas. As camisetas foram posteriormente distribuídas ao público. Kanye não participou do evento, saindo após a preparação, vestindo uma camisa retrô do Manchester United.
Algumas peças da Yeezy Season 10 apareceram online por meio de colecionadores. Em 3 de abril de 2025, West confirmou no X: "YEEZY SEASON 10 com Shayne Oliver".

### Yeezy Gap
Yeezy Gap (estilizado como YEEZY GAP ou YZY GAP) foi uma colaboração entre a marca Yeezy e a empresa americana de roupas Gap, anunciada em junho de 2020. A primeira leva de peças foi lançada em junho de 2021. Em janeiro de 2022, foi anunciada uma parceria com a grife de luxo Balenciaga, que lançou sua primeira coleção no mês seguinte.
A colaboração Yeezy Gap foi encerrada em setembro de 2022 após uma série de desentendimentos entre Kanye West e executivos da Gap.
A Yeezy Gap era caracterizada por um design minimalista e utilitário, alinhado com coleções anteriores da Yeezy desenhadas por West. A linha incluía peças básicas "elevadas", como moletons, agasalhos esportivos e jaquetas. e teve recepção crítica e comercial geralmente positiva — embora tenha havido críticas quanto à forma de distribuição.

### Yews
Yews (estilizado como YEWS ou yews.news) foi um site de notícias criado pela marca Yeezy. Lançado em 13 de dezembro de 2023, o domínio original era yews.news.
Em 16 de maio de 2024, após a demissão do então chefe de gabinete Milo Yiannopoulos da Yeezy, o site foi desativado. No entanto, após o retorno de Yiannopoulos à empresa, o Yews foi reativado em fevereiro de 2025 sob o novo domínio: yews.live.

### Yeezy.com
Após as declarações antissemitas feitas por Kanye West em 2022, suas colaborações com a Gap e a Adidas foram encerradas. Durante esse período, West participou de diversos podcasts, nos quais acusou as duas empresas de impedirem que suas roupas fossem vendidas por preços acessíveis.
Em 13 de dezembro de 2023, West anunciou no X a nomeação de Gosha Rubchinskiy como diretor criativo da Yeezy. Dois dias depois, a Yeezy lançou os YZY PODS — um híbrido de meia e tênis — por US$ 200. Em 11 de fevereiro de 2024, o preço caiu para US$ 20 e os compradores foram reembolsados em US$ 180.
Em 22 de fevereiro de 2024, West disponibilizou no site itens da coleção descontinuada Yeezy Gap, à venda por US$ 20 na Europa e Ásia, aparentemente sem autorização da Gap. No mesmo dia, foi exibido um comercial de baixo orçamento da Yeezy durante o Super Bowl, com West filmando a si mesmo dentro de um carro.
Em 7 de fevereiro de 2025, após publicações polêmicas no X, West lançou novas roupas no site, incluindo camisetas em colaboração com a marca Sean John e outras com o slogan "White Lives Matter", similar ao exibido na Yeezy Season 9.
Em 10 de fevereiro de 2025, todos os produtos foram removidos do site, restando apenas uma camiseta branca de US$ 20 com uma suástica preta — símbolo associado ao Partido Nazista. O produto foi exibido no site logo após novo comercial da Yeezy no Super Bowl LIX, transmitido em quatro emissoras locais da Fox. A Liga Antidifamação (ADL) afirmou que o nome do item, HH-01, fazia alusão à expressão "Heil Hitler".
No dia seguinte, o site saiu do ar. A empresa Shopify, responsável pelo e-commerce da Yeezy.com, informou à CBS MoneyWatch que o comércio violava os termos da plataforma, o que resultou em sua remoção.
Em 13 de fevereiro de 2025, o site voltou ao ar com a mensagem: "YEEZY STORES COMING SOON ❤️ (Lojas da Yeezy voltando rapidamente ❤️)".

#### Roupas
As roupas vendidas no site Yeezy são desenhadas por Ye, Gosha Rubchinskiy ou Mowalola Ogunlesi. Notavelmente, todos os itens são vendidos por US$ 20.
As peças são produzidas pela Los Angeles Apparel, empresa de propriedade de Dov Charney, amigo de longa data de Ye e CEO da Yeezy.
Os produtos incluem camisetas, moletons, corta-ventos, sobretudos, shorts, calças de moletom, sapatos, botas e meias. Todos os itens são nomeados com uma sigla que indica o tipo do produto seguida por um número de variante — por exemplo, HD-01 e HD-02 para moletons; TS-01 e TS-02 para camisetas.

#### Yeezy Porn
Em 24 de abril de 2024, Kanye West anunciou nas redes sociais o projeto Yeezy Porn, uma iniciativa voltada à pornografia. A divulgação foi feita por meio de um vídeo com tela branca e a frase: "YEEZY PORN IS CUMMING 4 24 24 (YEEZY PORN ESTÁ GOZANDO 24/04/24)".
O anúncio gerou reações majoritariamente negativas por parte da base de fãs de West, e o projeto foi considerado cancelado. Contudo, em fevereiro de 2025, West respondeu a uma pergunta no X sobre o projeto afirmando: "it's still cumming (ainda está gozando)".

### YEEZY APP
Após rumores de que Kanye West desejava criar um aplicativo móvel da YEEZY que incorporasse música, vestuário e notícias, a empresa adquiriu duas startups: a YZY VSN (acrônimo de "YEEZY VISION") e a YZY APP, ambas desenvolvidas por fãs em busca da atenção do artista nas redes sociais. A YZY VSN era composta por uma equipe de mais de 30 pessoas de todo o mundo, incluindo 16 designers, 8 desenvolvedores e 10 profissionais de marketing — alguns deles menores de idade.
Após a aquisição das duas empresas por um valor não divulgado, West planejou fundi-las em um aplicativo oficial da YZY para dispositivos móveis. O fundador da YZY VSN, Massimo Venezia, foi contratado como líder de projeto de software da Yeezy.
Em 1º de maio de 2024, a equipe de desenvolvimento apresentou uma versão finalizada do aplicativo para West e seu chefe de gabinete, Milo Yiannopoulos. Apesar da conclusão do projeto, os funcionários supostamente não foram remunerados, o que levou o desenvolvedor Shemar DaCosta, juntamente com outras sete pessoas (incluindo menores), a abrir um processo judicial contra a empresa. A ação busca indenização por salários não pagos, horas extras e danos morais.
Além disso, Bianca Censori, esposa de West, teria enviado a um funcionário um link de compartilhamento contendo conteúdo sexual explícito. Esse material, supostamente acessível a menores envolvidos no projeto, expôs os jovens a conteúdo impróprio durante o desenvolvimento do aplicativo.
Yiannopoulos declarou, em nome de Censori, que as acusações eram falsas e enganosas. Desde então, não houve novos anúncios sobre o futuro do projeto.

### Gravadora YZY Music
A YZY Music também é creditada como a gravadora principal de Kanye West para o lançamento de suas músicas, substituindo sua antiga gravadora GOOD Music.
Sob o selo YZY, West lançou os álbuns colaborativos Vultures 1 e Vultures 2 em 2024.
O álbum visual Bully e o décimo primeiro álbum de estúdio de West, Donda 2, também foram lançados pela YZY em 2025.
A YZY, portanto, atua atualmente como selo principal de Kanye West para lançamentos musicais, além de abrigar a dupla colaborativa ¥$ (Ye e Ty Dolla Sign).

## Discografia

### Artistas atuais
| Artista          | Período no selo | Lançamentos |
| ---------------- | --------------- | ----------- |
| Kanye West       | 2023–presente   | 2           |
| ¥$               | 2023–presente   | 2           |
| Jasmine Williams | 2025–presente   | 0           |

### Álbuns de estúdio
| Título                          | Detalhes do álbum                                                                              | Posições máximas nas paradas                   | Certificações                                      |
| ------------------------------- | ---------------------------------------------------------------------------------------------- | ---------------------------------------------- | -------------------------------------------------- |
| Vultures 1 (¥$)                 | - Lançado: 10 de fevereiro de 2024 - Formatos: CD, LP, download digital, streaming - Selo: YZY | EUA: 1 AUS: 1 CAN: 1 NOR: 1 NZ: 1 SUE: 2 RU: 2 | - RIAA: Ouro - BPI: Prata - IFPI (Dinamarca): Ouro |
| Vultures 2 (¥$)                 | - Lançado: 3 de agosto de 2024 - Formatos: Download digital, streaming - Selo: YZY             | EUA: 2 AUS: 4 CAN: 1 NOR: 2 NZ: 3 SUE: 9 RU: 7 |                                                    |
| Bully (Kanye West)              | - Lançado: 18 de março de 2025 - Formato: Streaming - Selo: YZY                                | —                                              |                                                    |
| Donda 2 (Kanye West)            | - Lançado: 29 de abril de 2025 - Formato: Streaming - Selo: YZY                                | —                                              |                                                    |
| In A Perfect World (Kanye West) | - Lançamento: a definir - Formato: Streaming - Selo: YZY                                       | —                                              |                                                    |

### Singles
| Título                                              | Ano  | Posições nas paradas (seleção)                                             | Certificações                                           | Álbum              |
| --------------------------------------------------- | ---- | -------------------------------------------------------------------------- | ------------------------------------------------------- | ------------------ |
| "Vultures" (¥$ com Bump J e Lil Durk)               | 2023 | EUA: 34 · R&B/Hip-Hop: 15 · Rap: 11 · AUS: 95 · CAN: 24 · IRL: 39 · WW: 27 |                                                         | Vultures 1         |
| "Talking / Once Again" (¥$ com North West)          | 2024 | EUA: 30 · R&B/Hip-Hop: 12 · Rap: 9 · AUS: 66 · CAN: 30 · IRL: 32 · WW: 18  |                                                         | Vultures 1         |
| "Carnival" (¥$ com Rich the Kid e Playboi Carti)    | 2024 | EUA: 1 · AUS: 5 · CAN: 2 · GER: 13 · IRL: 7 · NZ: 5 · UK: 2 · WW: 2        | - RIAA: 2× Platina - BPI: Ouro - BEA: Ouro - RMNZ: Ouro | Vultures 1         |
| "Like That Remix" (¥$ com Future e Metro Boomin)    | 2024 | —                                                                          |                                                         | Single avulso      |
| "Slide" (¥$)                                        | 2024 | EUA: 88 · R&B: 25 · CAN: 22 · NZ Hot Singles: 4 · WW: 154                  |                                                         | Vultures 2         |
| "Wheels Fall Off" (Ty Dolla Sign com Kanye West)    | 2025 | NZ Hot Singles: 14                                                         |                                                         | Tycoon             |
| "Beauty and the Beast" (Kanye West)                 | 2025 | —                                                                          |                                                         | Bully              |
| "WW3" (Kanye West)                                  | 2025 | —                                                                          |                                                         | In A Perfect World |
| "Cousins" (Kanye West)                              | 2025 | —                                                                          |                                                         | In A Perfect World |
| "Heil Hitler" (Kanye West)                          | 2025 | —                                                                          |                                                         | In A Perfect World |
| "Alive" (Kanye West com YoungBoy Never Broke Again) | 2025 | —                                                                          |                                                         | Single avulso      |
| "Preacher Man" (Kanye West)                         | 2025 | —                                                                          |                                                         | Bully              |
| "Damn" (Kanye West)                                 | 2025 | —                                                                          |                                                         | Bully              |

### Outras músicas nas paradas
| Título                                                         | Ano  | Posições nas paradas (seleção)                                                       | Álbum      |
| -------------------------------------------------------------- | ---- | ------------------------------------------------------------------------------------ | ---------- |
| "Stars" (¥$)                                                   | 2024 | EUA: 39 · R&B: 17 · Rap: 12 · AUS: 34 · CAN: 29 · IRL: 30 · WW: 26                   | Vultures 1 |
| "Keys to My Life" (¥$ com India Love)                          | 2024 | EUA: 55 · R&B: 25 · Rap: 20 · AUS: 59 · CAN: 42 · WW: 48                             | Vultures 1 |
| "Paid"                                                         | 2024 | EUA: 53 · R&B: 23 · Rap: 18 · AUS: 44 · CAN: 38 · WW: 42                             | Vultures 1 |
| "Back to Me" (¥$ com Freddie Gibbs)                            | 2024 | EUA: 26 · R&B: 11 · Rap: 8 · AUS: 27 · CAN: 22 · IRL: 21 · NZ: 19 · UK: 18 · WW: 16  | Vultures 1 |
| "Hoodrat"                                                      | 2024 | EUA: 67 · R&B: 31 · Rap: 25 · AUS: 88 · CAN: 57 · WW: 81                             | Vultures 1 |
| "Do It" (¥$ com YG)                                            | 2024 | EUA: 52 · R&B: 22 · Rap: 17 · AUS: 52 · CAN: 37 · WW: 47                             | Vultures 1 |
| "Paperwork" (¥$ com Quavo)                                     | 2024 | EUA: 64 · R&B: 29 · Rap: 24 · AUS: 80 · CAN: 53 · WW: 57                             | Vultures 1 |
| "Burn" (¥$)                                                    | 2024 | EUA: 33 · R&B: 14 · Rap: 10 · AUS: 24 · CAN: 19 · IRL: 22 · NZ: 13 · UK: 17 · WW: 21 | Vultures 1 |
| "Fuk Sumn" (¥$ com Playboi Carti e Travis Scott)               | 2024 | EUA: 23 · R&B: 10 · Rap: 7 · AUS: 33 · CAN: 17 · GER: 98 · NZ: 10 · UK: 100 · WW: 13 | Vultures 1 |
| "Beg Forgiveness" (¥$ com Chris Brown)                         | 2024 | EUA: 65 · R&B: 30 · CAN: 54 · WW: 72                                                 | Vultures 1 |
| "Good (Don't Die)"                                             | 2024 | EUA: 93 · R&B: 43 · WW: 142                                                          | Vultures 1 |
| "Problematic"                                                  | 2024 | EUA: 79 · R&B: 37 · WW: 97                                                           | Vultures 1 |
| "King"                                                         | 2024 | EUA: 94 · R&B: 44 · WW: 154                                                          | Vultures 1 |
| "Time Moving Slow"                                             | 2024 | R&B: 39 · Bubbling Under Hot 100: 22                                                 | Vultures 2 |
| "Field Trip" (¥$ com Playboi Carti, Don Toliver e Kodak Black) | 2024 | EUA: 48 · R&B: 10 · Rap: 8 · AUS: 88 · CAN: 41 · NZ Hot Singles: 3 · WW: 33          | Vultures 2 |
| "Fried"                                                        | 2024 | EUA: 87 · R&B: 24 · Rap: 21 · NZ Hot Singles: 8 · WW: 151                            | Vultures 2 |
| "Promotion" (¥$ com Future)                                    | 2024 | EUA: 76 · R&B: 21 · Rap: 18 · NZ Hot Singles: 5 · WW: 138                            | Vultures 2 |
| "Lifestyle" (¥$ com Lil Wayne)                                 | 2024 | R&B: 41                                                                              | Vultures 2 |
| "River" (¥$ com Young Thug)                                    | 2024 | R&B: 32 · Bubbling Under Hot 100: 11                                                 | Vultures 2 |
| "530"                                                          | 2024 | R&B: 37 · Bubbling Under Hot 100: 16                                                 | Vultures 2 |
| "Dead" (¥$ com Future e Lil Durk)                              | 2024 | R&B: 38 · Bubbling Under Hot 100: 19                                                 | Vultures 2 |